# حديقة راندل رينج الوطنية
راندل رينج هي حديقة وطنية في ولاية كوينزلاند، أستراليا، 471 كم شمال غرب بريزبن. تحمي الحديقة أجزاء من أحواض نهر كاليوبي ونهر فيتزروي ضمن إقليم حزام بريغالو الحيوي.